# Gąska białobrązowa

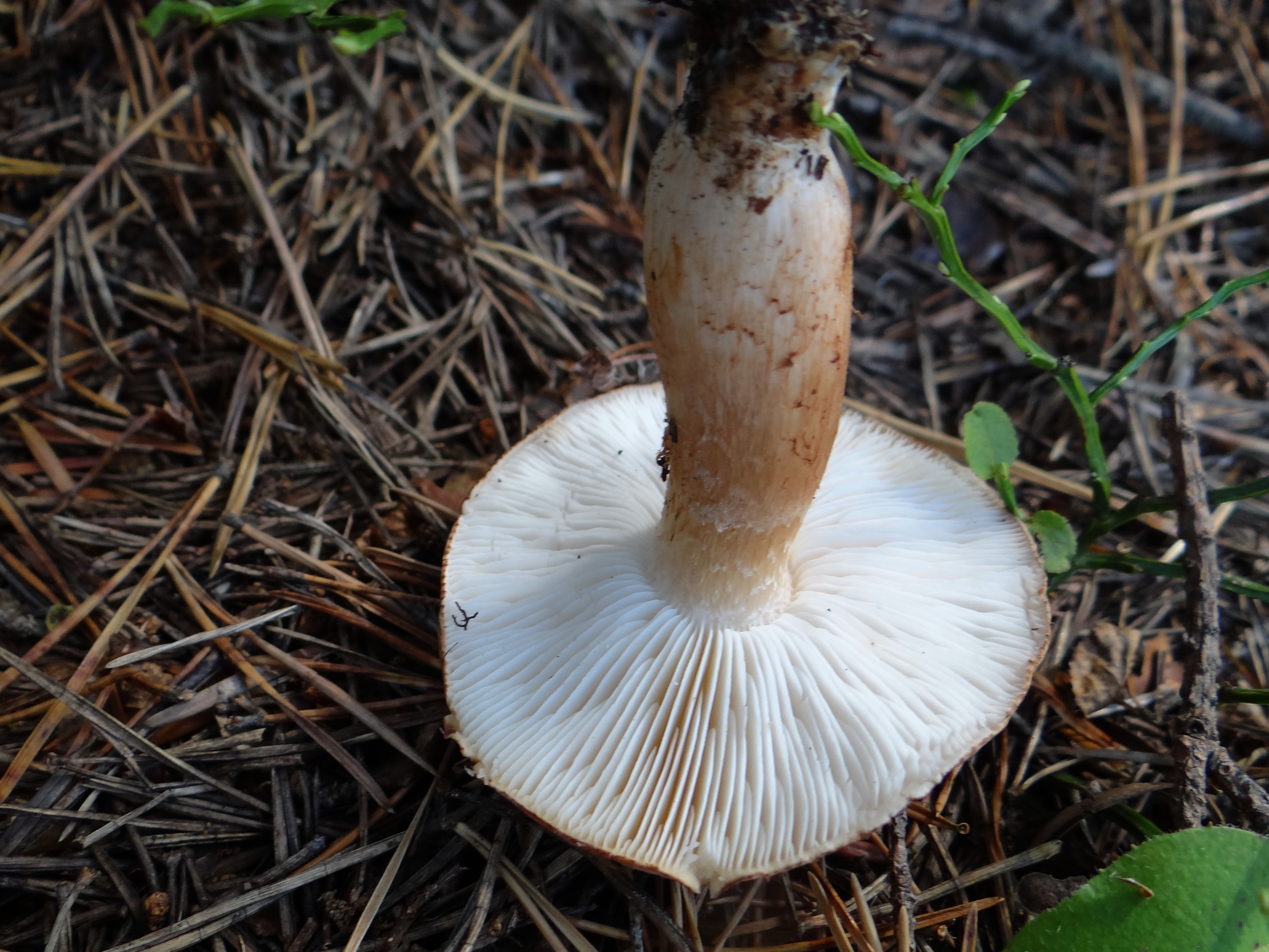

Gąska białobrązowa (Tricholoma albobrunneum (Pers.) P. Kumm) – gatunek grzybów należący do rodziny gąskowatych (Tricholomataceae).

## Systematyka i nazewnictwo
Pozycja w klasyfikacji: Tricholoma, Tricholomataceae, Agaricales, Agaricomycetidae, Agaricomycetes, Agaricomycotina, Basidiomycota, Fungi (według Index Fungorum).
Po raz pierwszy takson ten zdiagnozowany został w 1801 r. przez Persoona, który nadał mu nazwę Agaricus albobrunneus. Obecną, uznaną przez Index Fungorum nazwę nadał mu w 1871 r. P. Kumm., przenosząc go do rodzaju Tricholoma. 
Niektóre synonimy nazwy naukowej:
- Agaricus albobrunneus Pers.1801
- Agaricus albobrunneus Pers. 1801 var. albobrunneus

Nazwę polską nadał Władysław Wojewoda w 2003 r. 

## Morfologia
Kapelusz
Średnicy 4–10 cm, początkowo dzwonkowato-wypukły i na brzegu podwinięty, później rozpostarty, z wrośniętymi promieniowymi włókienkami, kasztanowobrązowy do rdzawobrązowego, na szczycie ziarnisty. Skórka wilgotna, kleista i mazista.
Blaszki
Gęste, przy trzonie zatokowato wycięte, młode białe, na starość na ogół rdzawo plamiste. Po ugnieceniu barwiące się czerwonobrązowo.
Trzon
Długości 5–7 cm i grubości 1–2 cm, cylindryczny. Trzon o barwie jasnobrązowej, pod kapeluszem jaśniejsza strefa pierśieniowa, słabo jednak zaznaczona.
Miąższ
Biały, po ugnieceniu powoli czerwienieje, pachnie mąką i ma początkowo łagodny, a po dojrzeniu gorzki smak.
Wysyp zarodników
Biały, nieamyloidalny. Zarodniki kulisto-jajowate, gładkie, bezbarwne, o średnicy 4–5(6) × 3–4 µm, bez pory rostkowej.

## Występowanie
Gąska białobrązowa w Ameryce Północnej i Europie jest szeroko rozprzestrzeniona. Notowana jest także w niektórych miejscach w Ameryce Południowej (w Urugwaju), Azji ((Korea i Japonia), w Afryce i na Nowej Zelandii. W Polsce jej rozprzestrzenienie i liczebność nie są znane, nie znajduje się jednak na listach gatunków zagrożonych. 
Rośnie na ziemi w lasach iglastych, zwłaszcza sosnowych, a także mieszanych; na glebach piaszczystych, szczególnie pod sosnami i dębami, w miejscach obfitujących w porosty, na wspólnych stanowiskach z gąską zielonką (Tricholoma equestre) i gąską niekształtną (Tricholoma portentosum).

## Znaczenie
Grzyb mikoryzowy. Grzyb trujący. Powoduje zaburzenia w trawieniu, powiązane z mdłościami i wymiotami, które następnego dnia mijają.

## Gatunki podobne
Jest kilka podobnych gatunków brązowych gąsek o białych blaszkach. Przy ich oznaczaniu należy zwrócić uwagę na trzon: czy występuje na nim pierścień i czy na jego szczycie (pod kapeluszem) widoczna jest wyraźnie kontrastująca biała strefa. Podobne są np.  gąska kroplistobrzega (Tricholoma pessundatum), gąska topolowa (Tricholoma populinum).